# Cólliga
Cólliga es un barrio pedáneo de la ciudad de Cuenca en Castilla-La Mancha, España, perteneciente a la provincia de Cuenca. Está a 13 km de Cuenca, y al ser barrio pedáneo no tiene ayuntamiento propio. Tiene una asociación de vecinos, una asociación cultural llamada “Fuente de la Gimena” y un alcalde pedáneo que actúa como mediador con Cuenca.

## Geografía
Se accede al pueblo a través de la carretera CUV-7037 o desde el camino que la comunica con Colliguilla. Limita con Jábaga al norte, Villanueva de los Escuderos al oeste, al este con Colliguilla y Cuenca, al sureste con Villar de Olalla.
La explotación agraria del pueblo se dedica al cereal y en menor medida al viñedo. 
Por otro lado están las antiguas eras del pueblo, divididas en dos partes: las eras altas, situadas en un cerro, y las eras bajas en la parte opuesta del pueblo, en la parte más baja. Antiguamente eran el lugar en el que se trillaba el trigo.

## Historia

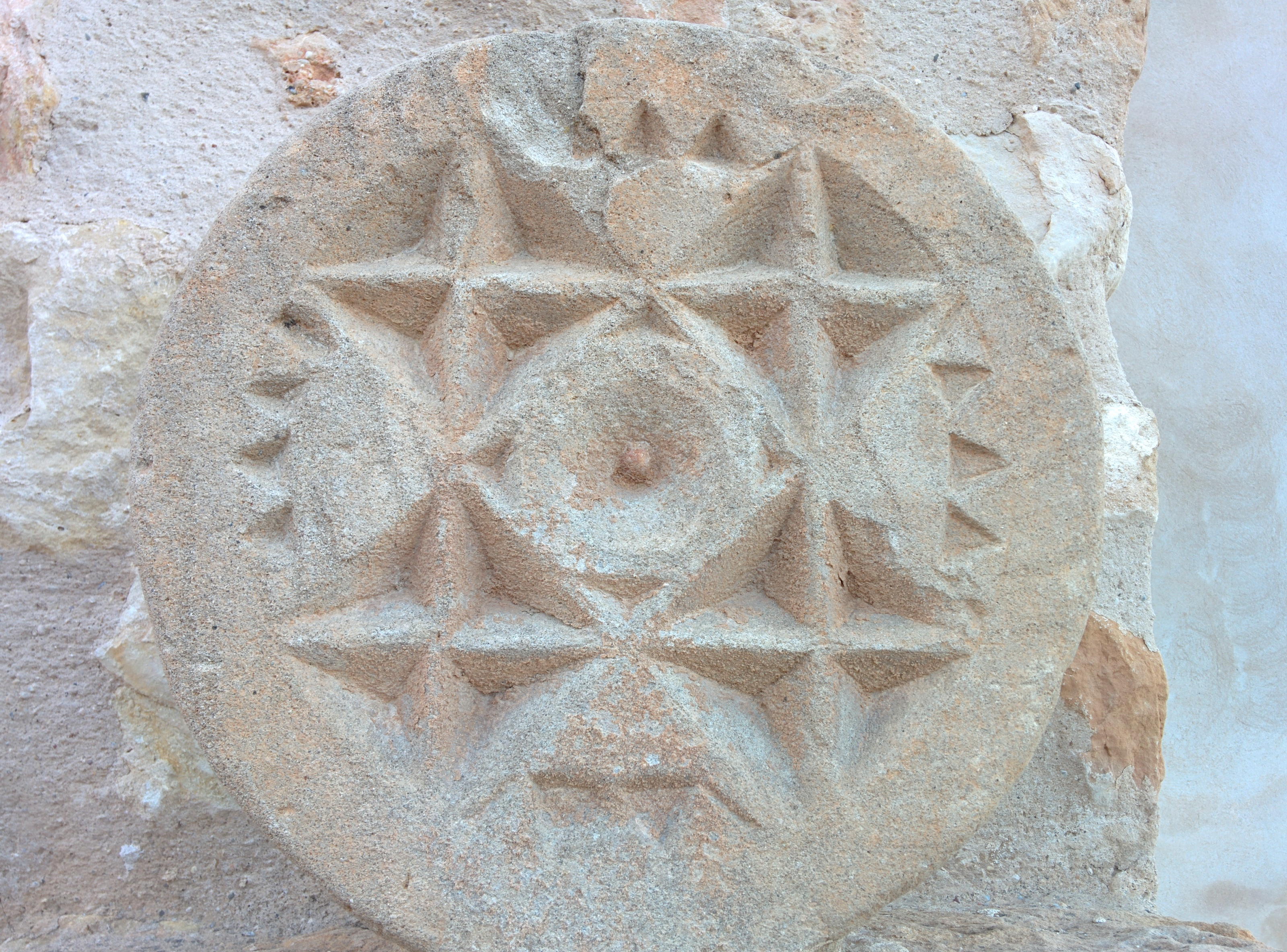
Estela Templaria

Cólliga surge durante la Edad Media como una aldea de labradores. El resto histórico más antiguo conservado data de entre los siglos XI y XII, es una estela funeraria templaria de cruz gamada conservada en la iglesia. Se cree que San Bartolomé es el patrón del pueblo debido a que es venerado por la orden de los Templarios. Las primeras referencias escritas datan de 1524, aunque se supone que era habitado desde antiguo, porque se registra en algunas crónicas del archivo de Cuenca.
En 1587 figuran dentro del Sexmo de Chillarón tanto Cólliga como Colliguilla, con iglesia parroquial ambas poblaciones y con una feligresía entre los dos pueblos de 74 vecinos. Más tarde y ya en el censo de Floridablanca se especifica que su población es de 284 personas de las cuales, hay 1 cura, 1 teniente de cura, 1 sacristán, 24 hidalgos, 59 labradores, 9 jornaleros, 10 criados, 1 de fuero militar y 178 que son menores o sin profesión conocida.
Hacia mediados del siglo XIX, el lugar, por entonces con ayuntamiento propio, tenía contabilizada una población de 252 habitantes. La localidad aparece descrita en el sexto volumen del Diccionario geográfico-estadístico-histórico de España y sus posesiones de Ultramar de Pascual Madoz de la siguiente manera:

COLLIGA: ald. con ayunt. en la prov., dióc. y part. jud. de Cuenca (2 leg.), aud. terr. de Albacete y c. g. de Madrid: está sit. en una ladera al S. del r. Júcar, que corre de E. á O., con un clima muy sano, y sus hab. se crian bastante obesos. Tiene 50 casas de un solo piso muy desunidas, y la que se llama plaza, en la que hay algunos olmos, es muy disforme: hay una escuela al cargo del sacristan, casa de ayunt., igl., parr. de primer ascenso, teniendo por anejo á Colliguilla, servida por un cura y otro sacerdote para el anejo; pósito, aunque sin capital hoy día, y un cementerio á las afueras de la pobl. Su térm. confina al E. con Albaladejilo; O. con Villanueva de los Escuderos, y N. Jabaga; por él corre el r. Júcar que pasa por las inmediaciones del pueblo. El terreno es llano, y produce de todos granos y muchas patatas, siendo su calidad mediana. pobl.: 77 vec., 252 alm. cap. terr. prod.: 1.115,780 rs. imp.: 55,789. El presupuesto municipal asciende á 100 ducados, y se reparten entre todos los vecinos.
(Madoz, 1847, p. 545)

En 1874 pertenece al arciprestazgo de Cuenca y cuenta con 263 feligreses. En 1943 pertenece al arciprestazgo de Cuenca y en 1990 al de Villar de Domingo García, siendo atendido por el cura de Jábaga.

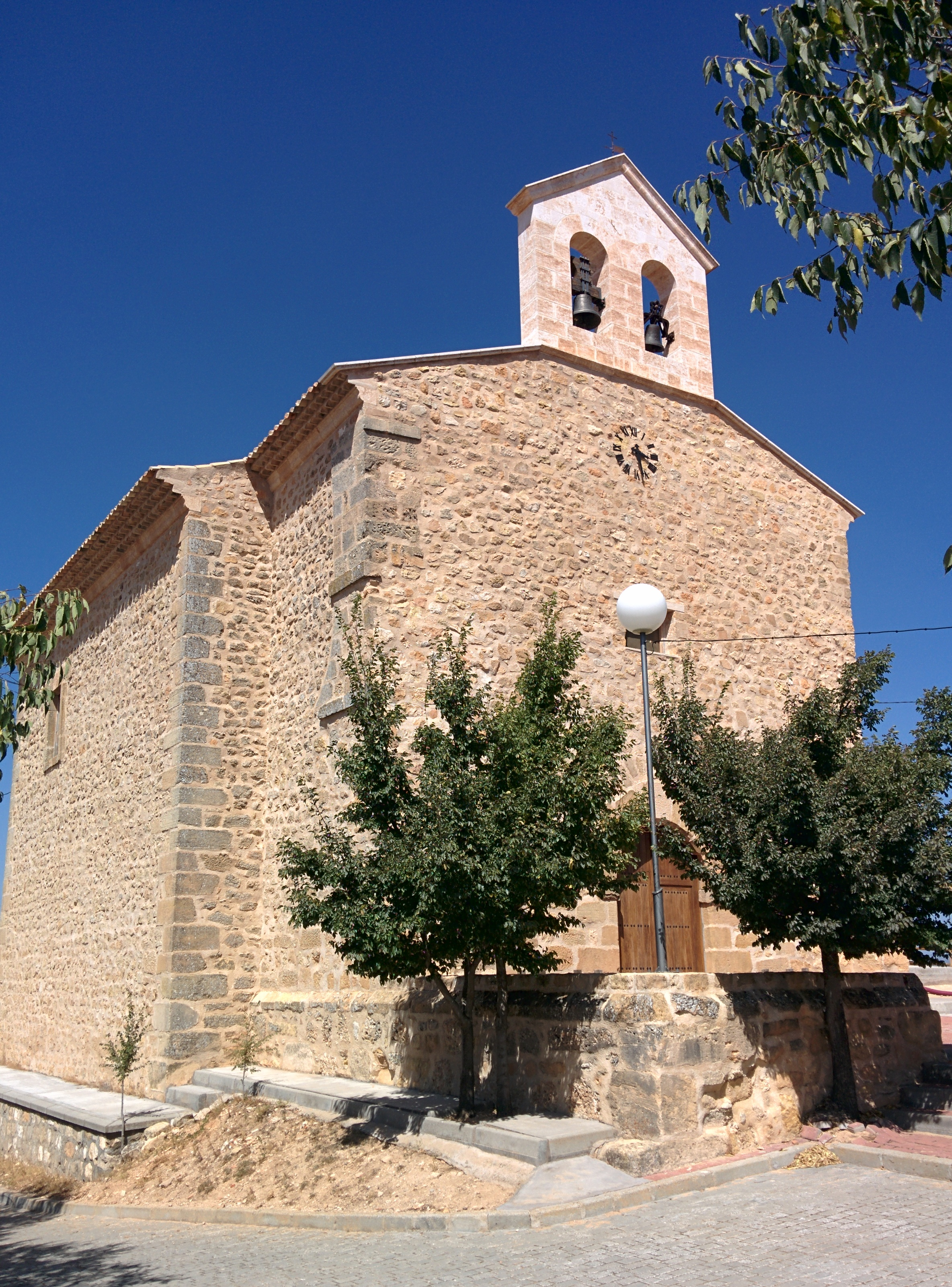
Iglesia de Cólliga

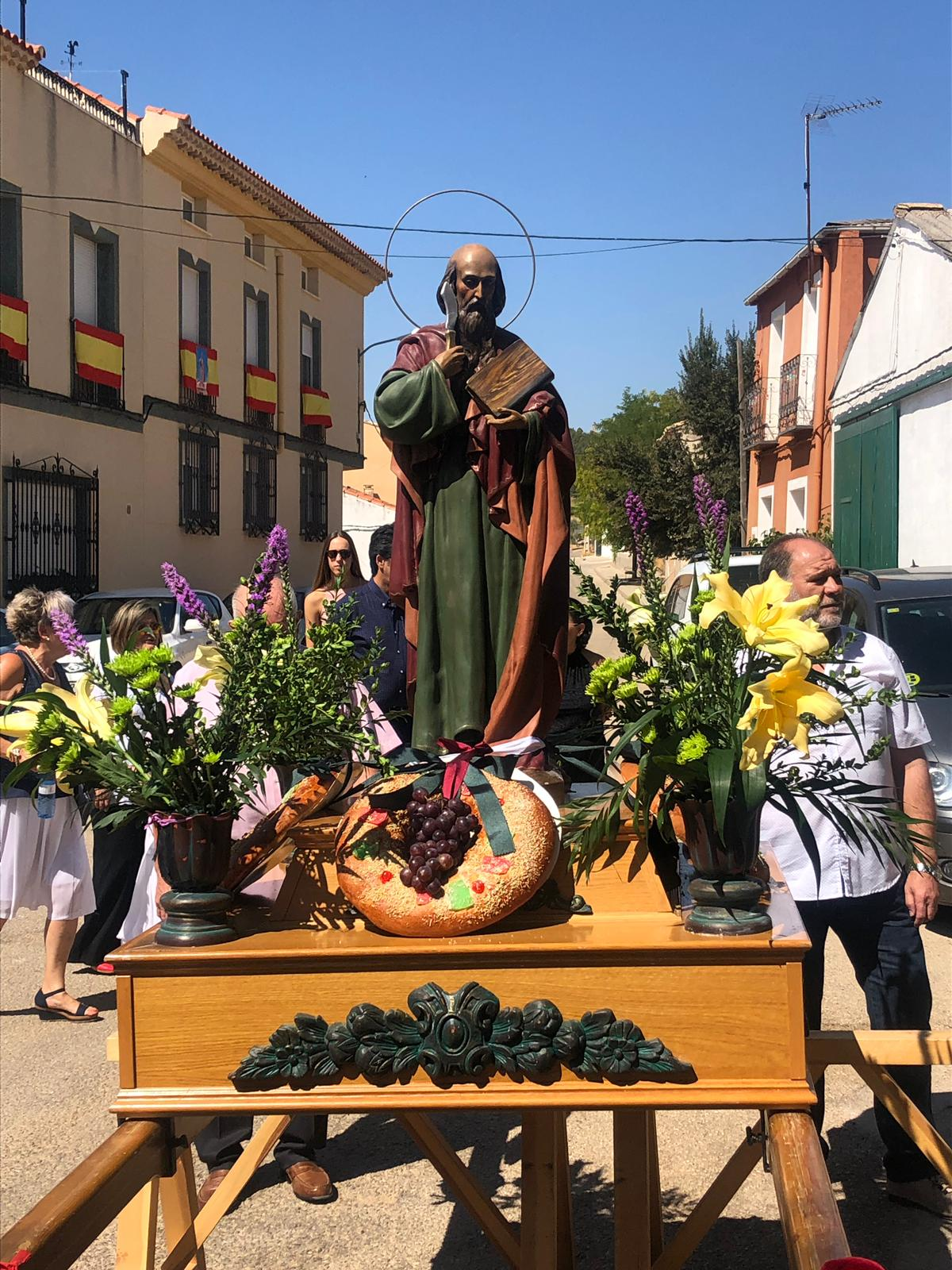
Procesión de San Bartolomé

Se desconoce la fecha exacta de construcción de la iglesia original, aunque se cree que data de la Edad Media. La actual iglesia data de 1772, y el arquitecto que la proyectó fue José Martín de Aldehuela. La iglesia es de mampostería, de una nave, tiene sacristía, torre, tribuna y techo de madera. El retablo es de talla y pincel bueno.
El municipio de Cólliga desapareció en 1977, al ser incorporado junto con el de Villanueva de los Escuderos al término municipal de Cuenca.
En 2011 se creó la asociación cultural “Fuente de la Gimena” y un centro cultural con una sala etnográfica que recoge varios utensilios y documentos antiguos que ayudan a recordar la historia del pueblo y a conocer cómo era la vida de los agricultores españoles en el siglo XX.

## Demografía
| Gráfica de evolución demográfica de Cólliga entre 1842 y 1970 |
| |
| Población de derecho según los censos de población del INE Población de hecho según los censos de población del INEEntre el censo de 1857 y el anterior, crece el término del municipio porque incorpora a Colliguilla Entre el censo de 1981 y el anterior, este municipio desaparece porque se integra en el municipio Cuenca |

## Fiestas patronales

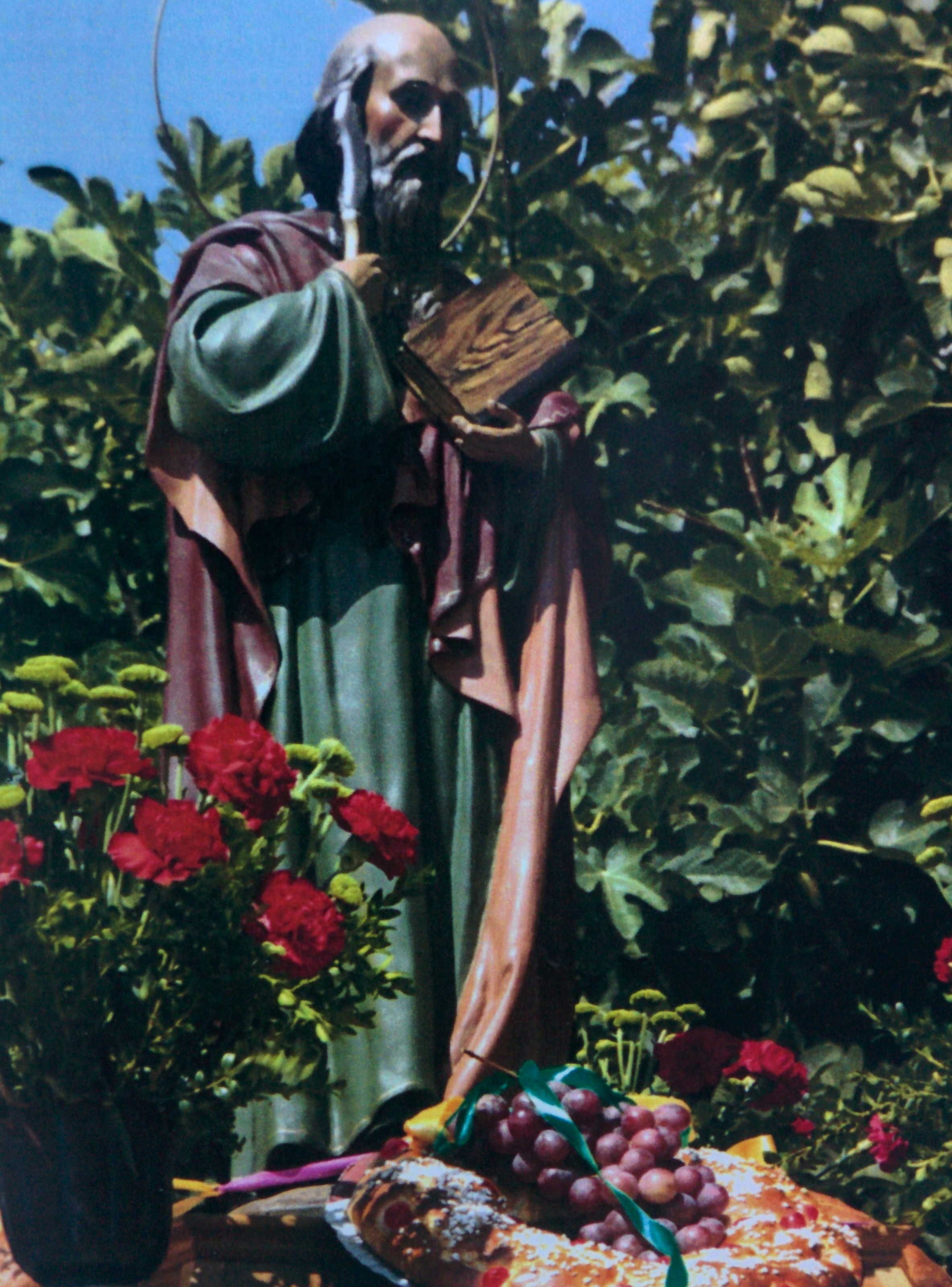
Imagen de San Bartolomé

Las fiestas patronales de San Bartolomé duran seis días, en los que se celebran varias actividades tales como cenas, verbenas, bailes, juegos infantiles, campeonatos de cartas y un parque infantil con colchonetas para los pequeños. Las fiestas son organizadas por la asociación de vecinos gracias a las aportaciones de los vecinos del pueblo.
Todos los años se celebra una competición de boleo, que consiste en recorrer un tramo de un kilómetro y medio, tradicionalmente de la carretera entre Cólliga y Colliguilla, a lo largo del que dos equipos van tirando bolas de petanca con el objetivo de lanzarla más lejos que el otro. Las bolas se van tirando por turnos, cuando la bola termina de rodar comienza el turno del otro equipo, que tira desde el lugar en el que su anterior bola terminó de rodar. El ganador es el primero que llegue al final del tramo. Cuando termina, los vecinos preparan una degustación de queso, zurra y jamón serrano en el campo.

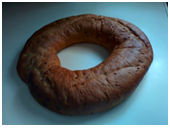
Rosco de caridad

El día más importante en la fiesta es el 24 de agosto, día de San Bartolomé Apóstol. En este día se celebra una santa misa y procesión en honor del patrón del pueblo en la que se recorren las calles del pueblo y se termina en la plaza de San Bartolomé, donde se reparten vasos de zurra y los tradicionales roscos de caridad de anís. Este es el último día de celebración. 
También se ha recuperado recientemente la antigua tradición de la fiesta de San Antonio de Padua, el día 13 de junio. Consiste en una Misa, cena de los vecinos y reparto de roscos de caridad.

## Personas notables
Carmen Geyer Tournier fue una conocida actriz de teatro de fama internacional. Aunque no nació en Cólliga, vivió allí durante muchos años junto con su padre Arno Geyer Zisman. Este último fue quien instaló por primera vez la red eléctrica en Cólliga y alrededores, en la década de 1930.